# Linha Nova
Linha Nova é um município brasileiro do estado do Rio Grande do Sul, localizado na Mesorregião Metropolitana de Porto Alegre e na Microrregião de Montenegro.

## História
Colonizada por alemães provenientes da região serrana do Hunsrück, na Renânia, sua primeira denominação foi o nome alemão "Neu Schneiss", que foi traduzido para o atual nome devido a campanha de nacionalização da ditadura Varguista.
Linha Nova foi povoada por imigrantes alemães a partir da década de 1840, tendo se tornado sede da primeira cervejaria do estado.
Pertenceu a São Sebastião do Caí até 1959, quando passou a fazer parte de Feliz. Emancipou-se no dia 20 de março de 1992.

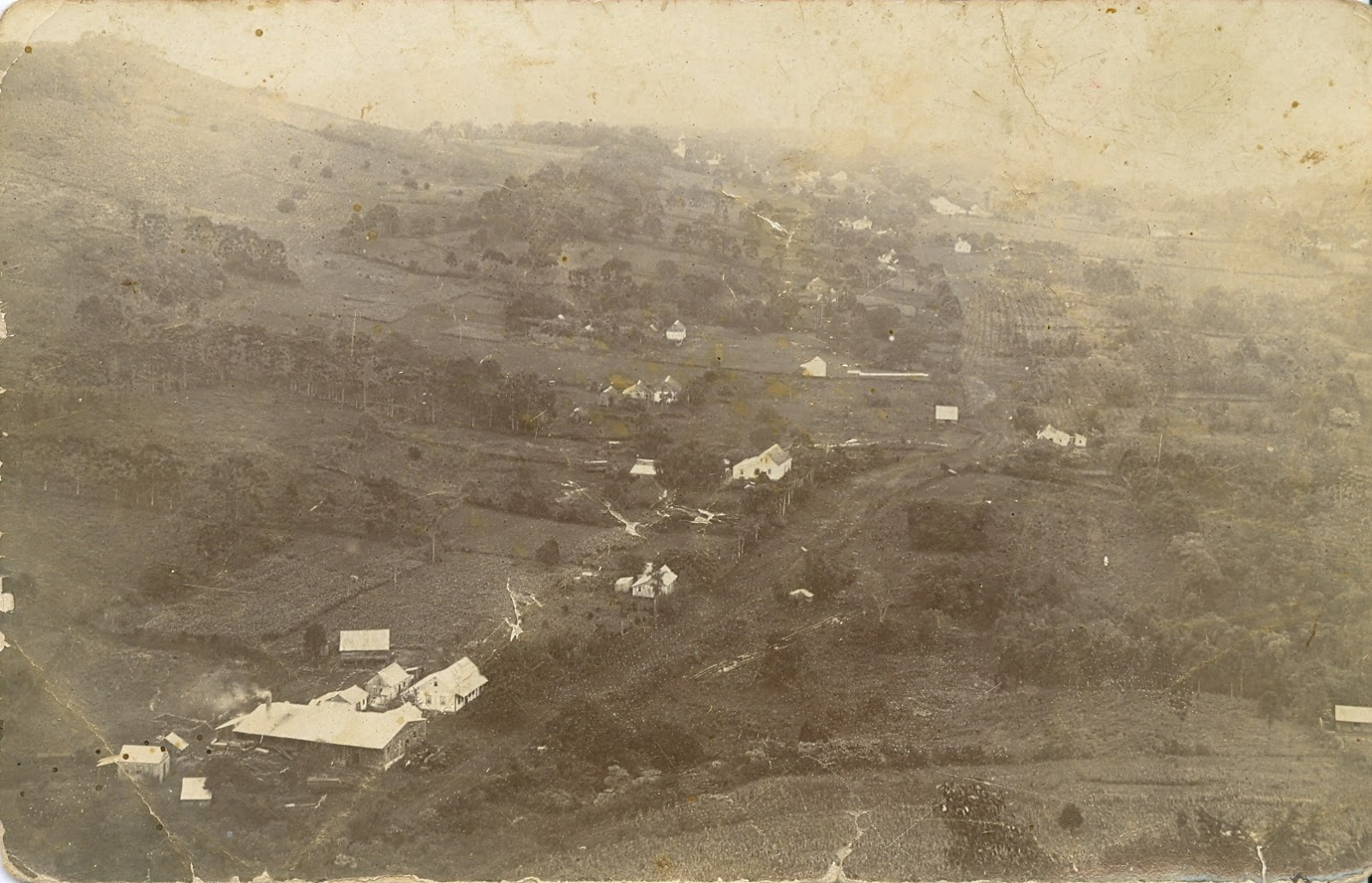
Foto de Linha Nova antigamente.

## Geografia
Localiza-se a uma latitude 29º28'03" sul e a uma longitude 51º12'03" oeste, estando a uma altitude de 365 metros.
Sua população estimada em 2004 era de 1 618 habitantes. Está situado a 87 quilômetros da capital, Porto Alegre.

## Economia
O município é o maior produtor de couve-flor do estado, pois ultrapassou o antigo maior produtor: Caxias do Sul. Dois em cada três habitantes vivem da agricultura.

## Cultura
Como é um município pequeno, praticamente todos os moradores se conhecem. A maioria comunga a mesma religião, a luterana, joga bolão e canastra na Associação Recreativa, bebe cerveja, dança e pratica tiro ao alvo. Para preservar tais valores, a única escola de ensino médio de Linha Nova, a Escola Estadual Pastor Heinrich Hunsche, procura repassar essa tradição aos jovens.
Seu índice de criminalidade é o mais baixo de todo o Rio Grande do Sul, e os crimes registrados são basicamente pequenos furtos e casos esporádicos de estelionato. Ademais, os moradores colaboram com as ações policiais.

## Religião
Religiões em Linha Nova do Padre (2010)
Segundo o Censo 2010 do IBGE, 71,60% da população do município era protestante, 27,15% eram católicos romanos, 0,55% não tinha religião, 0,35% eram Testemunhas de Jeová e 0,35% não determinaram sua religião ou declaram multipla filiação.
Dentre as denominações protestantes em Linha Nova, a maioria da população é luterana, cerca de 67,30% da população do município. Os pentecostais são 2,58%, dentre os quais, as Assembleias de Deus são o maior grupo pentecostal, com 1,97% da população, seguida pela Igreja do Evangelho Quadrangular com 0,61%.